# Konrad Pfaff (Soziologe)
Konrad Pfaff (* 21. Januar 1922 in Temeschburg, Rumänien; † 30. März 2012 in Dortmund) war ein deutscher Soziologe und Autor rumäniendeutscher Herkunft.
Pfaff wurde 1953 an der Universität Marburg zum Dr. phil. promoviert. Nach Tätigkeit in der kirchlichen Bildungsarbeit wurde er Professor für Soziologie an der damaligen Pädagogischen Hochschule Ruhr Abteilung Hamm, dann durch Integration an der Universität Dortmund, wo er auch über seine 1987 erfolgte Emeritierung hinaus lehrte. Schwerpunkte seiner Arbeit waren die Kultur- und Alterssoziologie.  Unter dem Titel „Entwicklung und Erprobung eines Studienangebots für Senioren zur Ausbildung von Animateuren und Multiplikatoren“ entstand 1980 ein BLK-Modellversuch an der neuen durch Integration von PH und Universität entstandenen Universität Dortmund. Seine Interessen waren aber weit gestreut. So entwickelte er auch eine Heiltherapie durch Kunst.
Ab 1964 war Pfaff Mitglied des Wissenschaftlichen Beirats der Akademie für Jugendfragen.

## Schriften (Auswahl)
- Die Welt der neuen Jugend., Walter, Olten und Freiburg i. Br. 1962, OCLC 1044086657
- Kunst für die Zukunft. Eine soziologische Untersuchung der Produktiv- und Emanzipationskraft Kunst, DuMont Schauberg, Köln 1972, ISBN 978-3-7701-0638-7
- Freiheit und Liebe wider die Ordnungen. Ein Versuch zu einer Anarchie des Friedens. Mammut Presse, Kassel 1981, OCLC 10018502
- Salomon Maimon. Hiob der Aufklärung. Mosaiksteine zu seinem Bildnis. Hildesheim; Zürich; New York: Olms. 1995, ISBN 978-3-487-10068-5
- Vom Wert der Gesundheit und vom Sinn der Krankheit, Mainz, Aachen 2004, ISBN 978-3-86130-428-9